# Défense antimissile des États-Unis

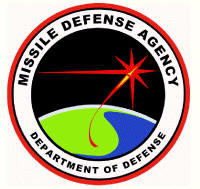
Logo de la Missile Defense Agency ayant succédé à l'IDS; il a été modifié en 2010.

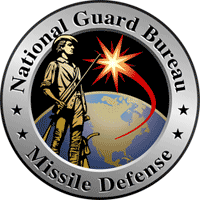
Logo de 2002 à début 2010 de l'agence de la garde nationale des États-Unis chargée de la défense antimissile

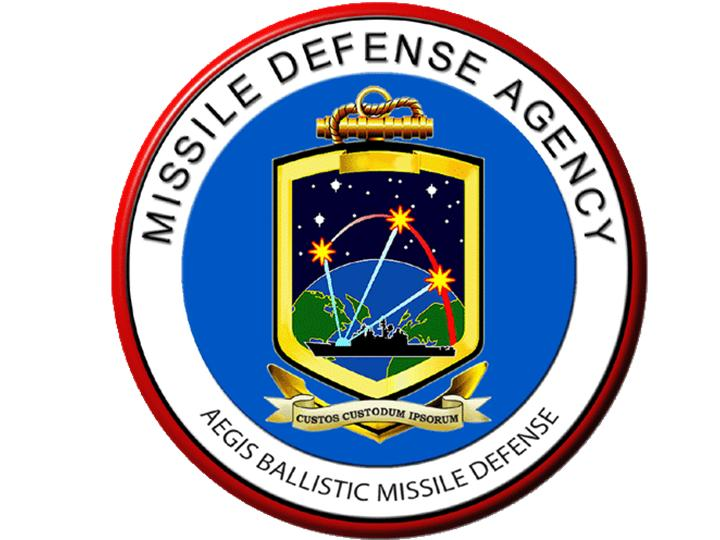
Logo de l'Aegis Ballistic Missile Defense System; Division de la MDA chargé de la lutte antimissiles depuis les navires équipés de système Aegis.

La Défense antimissile des Etats-Unis, appelée communément « bouclier antimissile », est un système de défense antimissile comprenant des radars et des missiles, et qui a pour but de détecter et de détruire les missiles balistiques ennemis dirigés vers le territoire des États-Unis et de certains de leurs alliés (Japon et OTAN, entre autres). En fonction depuis novembre 2004, le programme s'étend jusqu'aux années 2020.

## Histoire

### Les origines

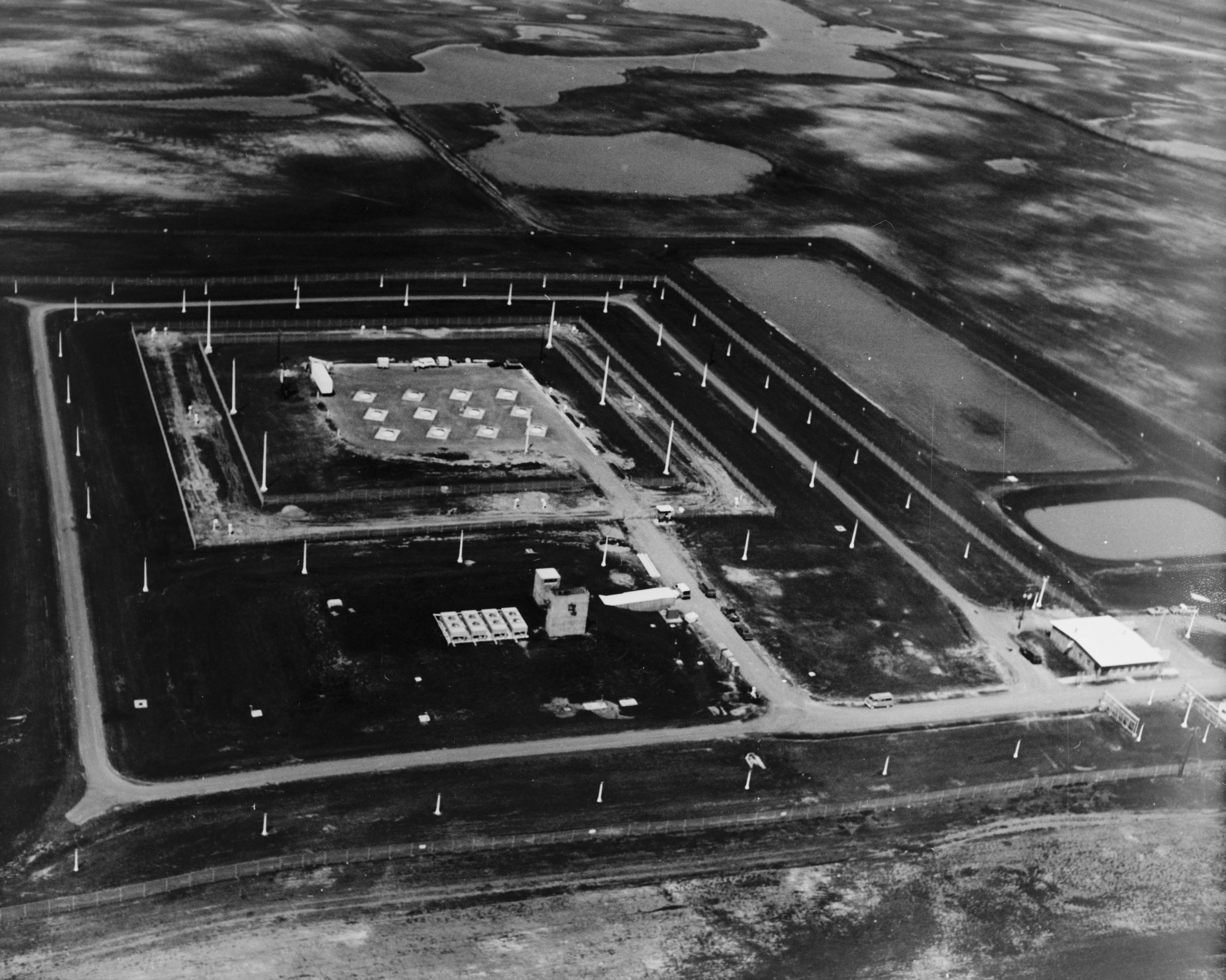
Un des quatre sites de lancement en Dakota du Nord destiné aux Sprint qui ne sera en service que quelques mois en 1975.

La protection du territoire des États-Unis contre une éventuelle attaque de missile balistique est une idée datant de l'apparition des premiers ICBM réapparaissant régulièrement.
En 1957, c'était le programme Ballistic Antimissile Boost Interceptor (Bambi), avec 3 600 satellites en orbite basse et des missiles sol-air Nike-Zeus. Il sera abandonné en 1964 après des dépenses de 3,5 milliards de dollars américains (valeur 2000). Il sera remplacé par le Nike-X (en)
En 1967, lui succède le Safeguard (en) (d'abord baptisé Sentinel), avec 2 500 missiles intercepteurs LIM-49A Spartan et Sprint prévu au départ que la signature du traité ABM le 26 mai 1972 limitera à la protection d'un seul site, la base d'ICBM de Grand Forks AFB. Mis en service en 1975, il sera désactivé dès janvier 1976 en raison des doutes pesant sur l'efficacité du système face aux missiles soviétiques à têtes multiples et l'analyse des effets que produirait la détonation des charges nucléaires de l'intercepteur comme du missile intercepté. Il aura couté 23,1 milliards de dollars.
Les installations radar et de surveillance spatiale construites pour ces divers programmes seront intégrées à la défense américaine.
Le projet renait en pleine Guerre froide, alors que Reagan est président des États-Unis. Le 23 mars 1983, celui-ci crée l'Initiative de défense stratégique (IDS), projet surnommé « Guerre des étoiles » qui vise à protéger les États-Unis d'une attaque massive de missiles nucléaires soviétiques.
Le financement des programmes antimissiles aux États-Unis s’établit alors en moyenne à 3,5 milliards de dollars par an entre 1986 et 2000, budget auquel il faut ajouter les programmes (spatiaux notamment) poursuivis en dehors du cadre strict de l’agence officiellement chargée de la protection antibalistique.
Mais, à la fin de la guerre froide en 1991, le programme perd sa raison d'être et est mis de côté ; le président George H. W. Bush recentre, le 29 janvier 1991, l'initiative de défense stratégique sur la défense contre une attaque non autorisée, accidentelle ou limitée, le programme étant baptisé Global Protection Against Limited Strikes. En 1993, il est officiellement aboli par Clinton et l'administration américaine décide de donner la priorité à la défense antimissiles de théâtre contre les engins de courte portée (Scuds entre autres).
Le cout des programmes depuis l'annonce de l'IDS en 1983 à 1999 est estimé à 68,7 milliards de dollars (valeur 2000) et le financement de l'ensemble des programmes antimissiles de 1957 à 1999 à 122 milliards de dollars.

### Le programme actuel

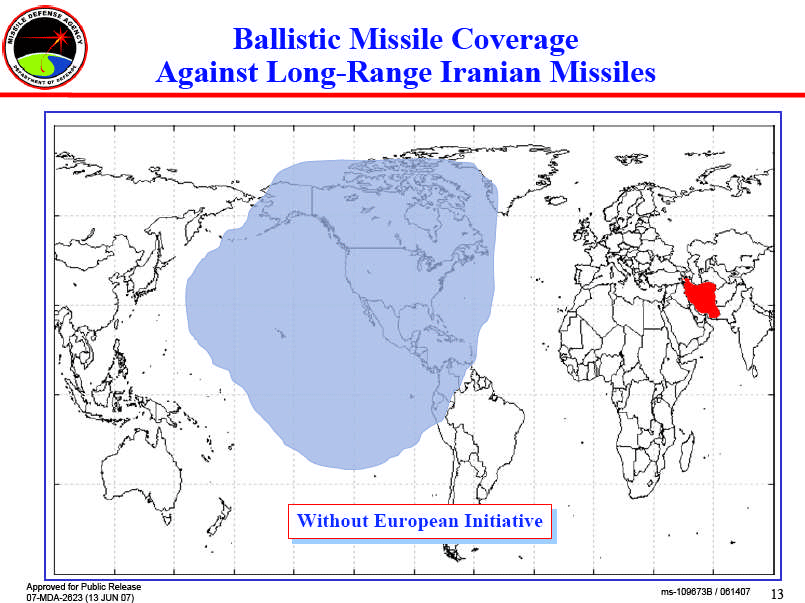
Territoires couverts par le Ground-Based Midcourse Defense face à une attaque balistique iranienne selon une projection de 2007.

C'est pourtant sous son mandat que le 23 juillet 1999, Clinton accepte de signer le National Missile Defense Act adopté à la quasi-unanimité par la Chambre et le Sénat des États-Unis ; cette loi indique qu'il est dans les intentions des États-Unis de construire un bouclier antimissile limité aussitôt que la technologie le permettra.
Le National missile defense, programme semblable au précédent, a cependant un objectif moins ambitieux : défendre le pays contre une offensive mineure (une vague d'une vingtaine de missiles balistique intercontinentaux et d'une centaine d'ogives), non contre une attaque massive. La seconde démarcation du projet de Reagan est que l'arsenal ne se trouve non pas dans l'espace, mais au sol. Mais les essais ne sont pas concluants et, en janvier 2001, Clinton quitte la présidence en laissant le soin à son successeur de trancher sur l'avenir du projet.
Le nouveau président élu, George W. Bush, relance l'idée d'un bouclier antimissile lors d'un discours le 1er mai 2001. Après les attentats du 11 septembre 2001 qui incitent à une sanctuarisation du territoire, le président Bush se retire du traité ABM, qui interdisait le déploiement d'un système global de défense antimissile.
Le 17 décembre 2002, le gouvernement fédéral américain annonce officiellement la relance du National missile defense sous le contrôle de la Missile Defense Agency, branche du département de la Défense des États-Unis.
En date de 2008, le programme prévoit une centaine d'antimissiles pour pouvoir intercepter une vague d'une vingtaine de missiles balistiques provenant d'Eurasie et d'« États voyous » tels l'Iran ou la Corée du Nord. Mais, en 2009, le commandant du Space and Missile Defense Command estime raisonnable à s'en tenir aux trente exemplaires qui seront en service à la fin de cette année.
En 2009, l'administration Obama réévalue à la baisse la menace d'ICBM iraniens et, le 17 septembre 2009, le président constatant la prolifération de missiles balistiques à courte et moyenne portées souhaitent désormais protéger ses intérêts en Europe contre ces vecteurs dans le cadre d'une  Approche européenne adaptative progressive ((en) : European Phased Adaptive Approach). Lors du sommet de l'OTAN de Lisbonne en novembre 2010, il est décidé de développer une capacité de défense antimissile pour protéger les pays européens de l'Alliance avec des intercepteurs SM-3 en mer à partir de 2011, à terre en Roumanie en 2015 et en Pologne en 2018 (n'est pas opérationnelle en février 2022). En janvier 2013, il annonçait la mise en place de 14 intercepteurs supplémentaires et un troisième site, sans doute sur la Côte Est des États-Unis, est envisagé qui ne s'est pas réalisé en 2022.

### Opposition
Deux grandes puissances nucléaires autres que les États spécifiquement désignés par les États-Unis s'estiment visées par ce système d'arme : la Chine et la Russie.
La Russie qui estime que ce programme est dirigé contre elle déploie de façon temporaire en représailles le 10 septembre 2008, 2 bombardiers stratégiques Tu-160 au Venezuela et signe avec la Biélorussie le 2 novembre 2008 un accord bilatéral sur la création d’un système commun de défense antimissile. Le 5 novembre 2008, le président russe Medvedev estime durant son adresse annuelle devant l'Assemblée fédérale que « le conflit dans le Caucase a servi de prétexte pour introduire en mer Noire des navires de guerre de l'OTAN et imposer à l'Europe des systèmes de défense antimissile. Cela ne manquera pas d'entraîner des mesures de rétorsion russes », qu'il détaille :
- Maintien en état d'alerte de la RVSN, stationnée à Kozelsk, au Sud-Ouest de Moscou, dotée de missiles SS-19 Stiletto d'une portée de 10 000 km ;
- Installation possible de missiles de théâtre Iskander, ayant une portée de 300 km, dans l'enclave russe de Kaliningrad et sur la mer Baltique[10].

En février 2009, le président américain Obama écrit à Medvedev pour lui proposer l'arrêt du programme de bouclier. En échange, il réclame l'appui de la Russie sur la demande d'arrêt du programme nucléaire iranien. « J'attends que ces signaux positifs se transforment en propositions concrètes », répondit le Kremlin. La Maison Blanche annonce le 18 septembre 2009 l'arrêt de l'implantation du radar à longue portée en Tchéquie et de la batterie de dix Ground Based Interceptor en Pologne.
Lors du sommet de Lisbonne de novembre 2010, la Russie annonce qu'elle acceptait de coopérer au projet mais qu'elle doit néanmoins « encore se faire une idée définitive de ce que sera le système antimissile européen ».

## Le plan de développement
Celui-ci a évolué dans le temps en fonction des impératifs techniques, politiques et financiers :

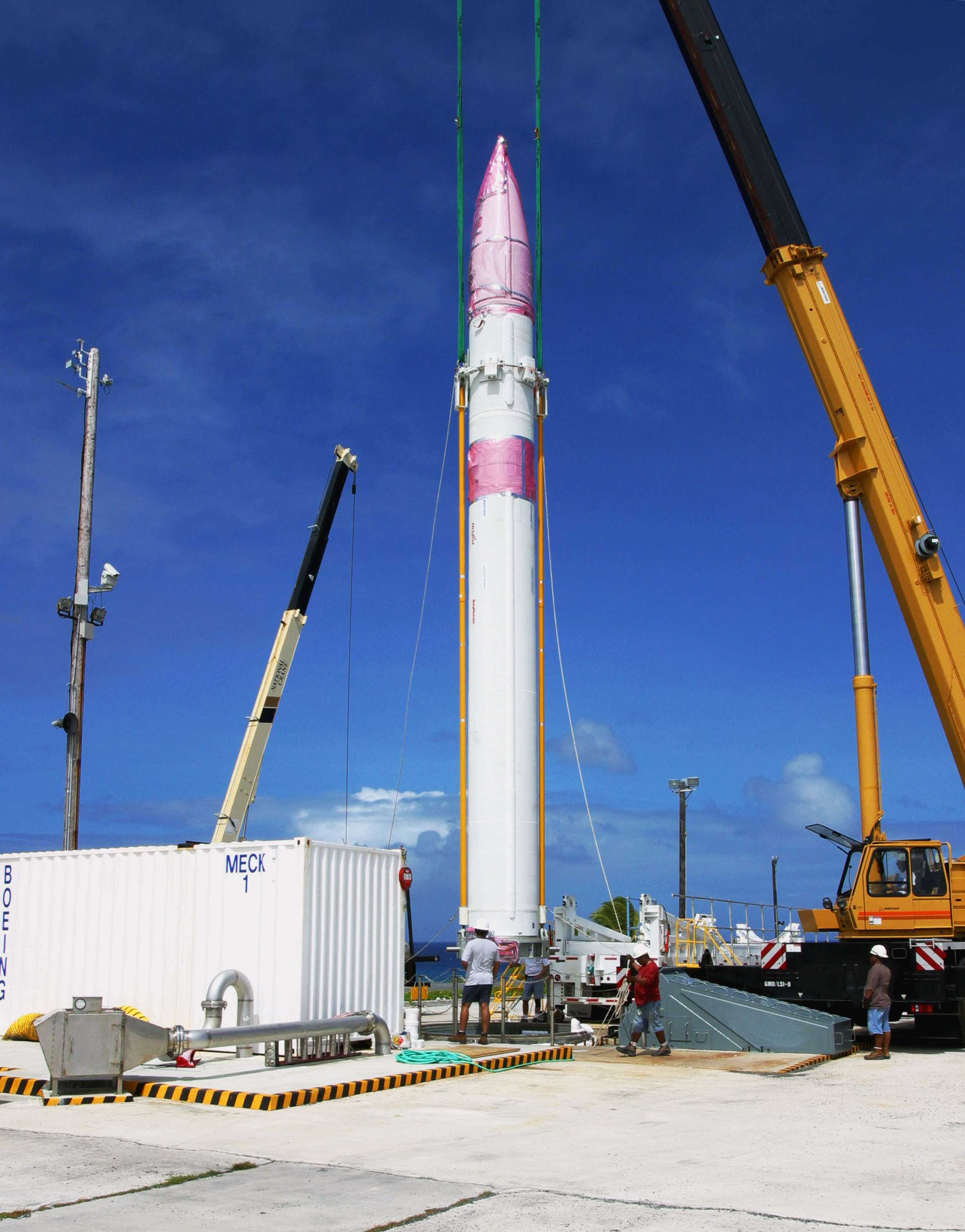
Mise en place dans son silo d'un Ground-Based Interceptor dans le cadre du Ground-Based Midcourse Defense en 2004.

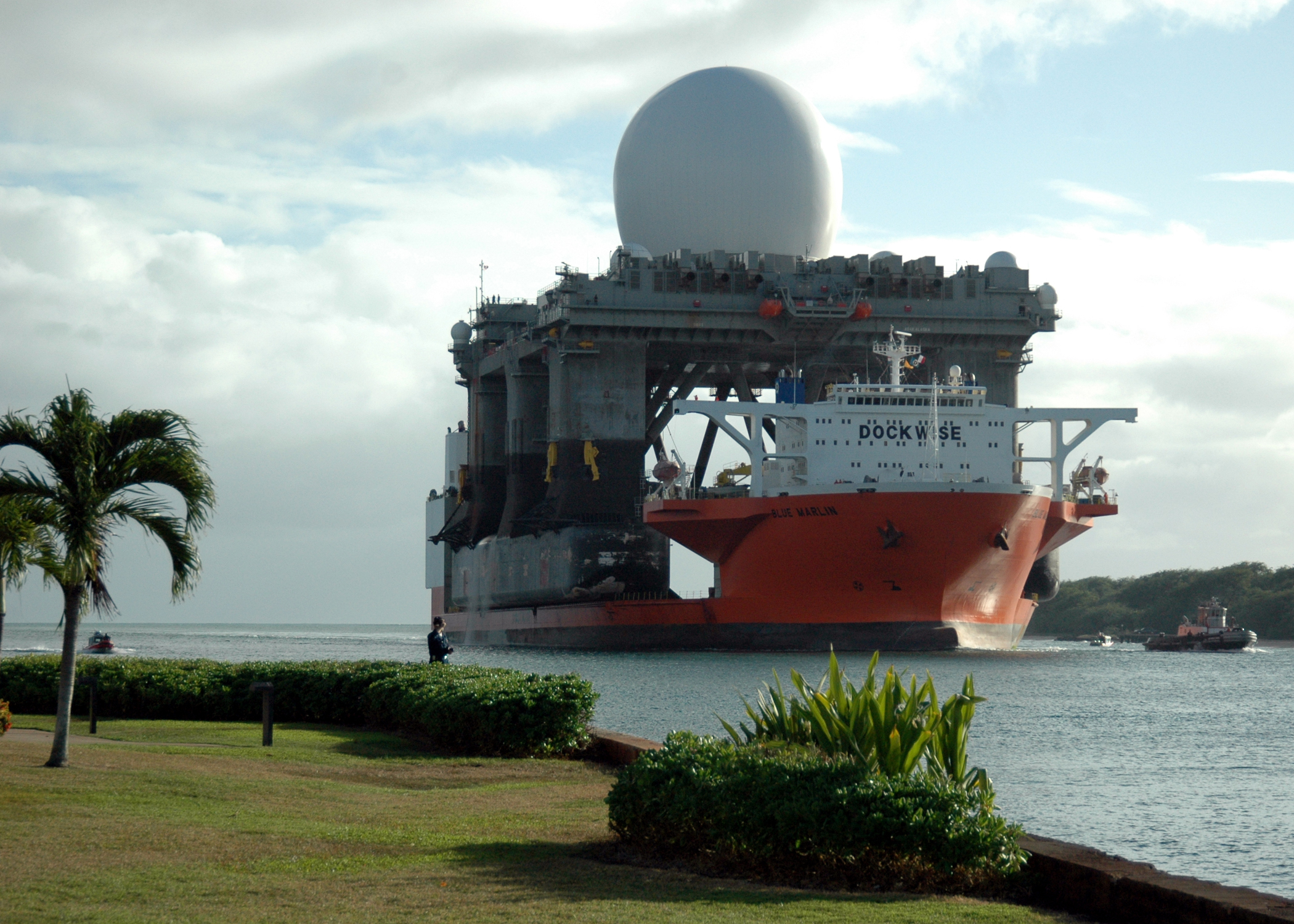
Arrivée en 2006 à Pearl Harbor d'une plate-forme radar à bande X devant être déployée dans l'Océan Pacifique

- L'United States Army utilise des radars Cobra Dane sur l'île de Shemya en Alaska, à la base aérienne de Beale, en Californie, et à la  base aérienne de Fylingdales, au Royaume-Uni construite durant la guerre froide ;
- En novembre 2004, les six premiers missiles intercepteurs à longue portée Ground-Based Interceptor (GBI) dépendants du 100th Missile Defense Brigade dont le QG se trouve à Colorado Springs sont déployés sur terre à Fort Greely en Alaska à partir du 22 juillet 2004 et mis en œuvre par le 49th Missile Defense Battalion[13] et deux en décembre sur la Vandenberg Space Force Base en Californie. Ces deux centres de conduites de tir sont reliés par 21 000 km de fibres optiques ;
- En 2005, 14 autres missiles antimissiles et des missiles Patriot viennent s'ajouter en Alaska. 20 missiles SM-3 intercepteurs de missiles de courte et de moyenne portée sont ajoutés sur des navires de l'US Navy équipés du système de combat Aegis ;
- Un radar mobile d'alerte avancée à bande X AN/TPY-2 (en) ou Forward Based X-band Transportable (FBX-T) est déployé en 2006 au nord du Japon sur la base aérienne de Shariki dans la ville de Tsugaru[14] : on prévoit en 2014 un total de 12 radars de ce type ;
- Démarrées en 2007, des discussions pour l'installation d'un radar près de Prague en République tchèque aboutissent le 8 juillet 2008 et le Sénat tchèque vote en sa faveur le 27 novembre 2008 en attendant le vote de la Chambre des députés à la fin 2008. De son côté, le 14 août 2008, la Pologne paraphe l'accord sur le déploiement d'une dizaine de missiles intercepteurs GBI. La Russie y voit une sérieuse provocation[15]. Le 17 septembre 2009, l'administration Obama annonce l'abandon du projet du bouclier antimissile en Europe[16] ;
- En août 2008, vingt-et-un GBI sont en service en Alaska et trois en Californie[17] ;
- En septembre 2008, un radar AN/TPY-2 (en) FBX-T est déployé sur la base aérienne de Nevatim au sud-est de Beersheba en Israël[18] ;
- l'installation du laser COIL sur un Boeing YAL-1 qui devait devenir un système opérationnel devient un démonstrateur technologique en 2009 ;
- Un grand nombre de satellites de détection sont développés, tout cela devant être achevé en 2012 ;
- Plusieurs destroyers et croiseurs Aegis équipés de radars SPY-1 (21 équipés en 2010, 27 en 2013) et armés de SM-3 doivent protéger les zones stratégiques en permanence à partir de 2011. 4 navires sont prévus pour l'Europe. Les SM-3 doivent évoluer dans les années 2010 pour étendre la zone de protection ;
- En remplacement du site d'ABM en Pologne, l'administration Obama propose d'installer dans les Balkans une version basée à terre du SM-3. En février 2010, la Roumanie donne son accord de principe pour un site sur son territoire qui devrait être en service en 2015 ;
- Début mars 2011, le croiseur USS Monterey devient le premier navire à commencer une mission de six mois en Méditerranée avec pour objectif la protection de l'Europe[19] ;
- Début mai 2011, la Roumanie annonce que la base aérienne de Deveselu a été choisie. Elle abritera 24 SM-3 et un contingent de 200 militaires américains en 2015[20] ;
- 15 septembre 2011, la Turquie signe un mémorandum pour l’implantation d'un radar à bande X Raytheon AN/TPY-2 dans l'ancienne base-radar de Kürecik[21] qui sera opérationnel à la fin de l’année. Il sera contrôlé par le centre de commandement Command, Control, Battle Management and Communications (C2BMC) de Ramstein Air Base[22] ;
- 5 octobre 2011, annonce officielle que 4 navires Aegis américains seront basés à Rota en Espagne[23] ;
- 2012 :
  - 26 Ground-Based Interceptor sont déployés sur terre à Fort Greely en Alaska, 4 autres à Vandenberg Space Force Base en Californie,
  - Huit navires Aegis à capacité ABM sont déployés par la seconde flotte, huit par la troisième flotte, trois par la cinquième flotte, deux par la sixième flotte, cinq par le septième flotte,
  - le centre du bouclier anti-missile déployé par l'OTAN en Europe est installé à Ramstein Air Base fin 2012,
  - Projet d'installation d'un second radar AN/TPY-2 au sud du Japon, et éventuellement un autre aux Philippines[24].
- 2014 : Fin décembre, le second radar AN/TPY-2 au Japon entre en service[25] ;
- 2017 : 44 Ground-Based Interceptor déployés. Un troisième site, sans doute sur la Côte Est des États-Unis, envisagé[26]. Début 2022, la décision n'était toujours pas prise ;
- 2018 : le bouclier en Europe devait être totalement opérationnel[27] mais les travaux sur le site polonais de Redzikowo ont pris du retard ;
- 2021 : Entrée en service du Long Range Discrimination Radar (en) à Clear Space Force Station en Alaska[28] ;
- 2022 : Naval Support Facility Redzikowo doit être fonctionnel[29].

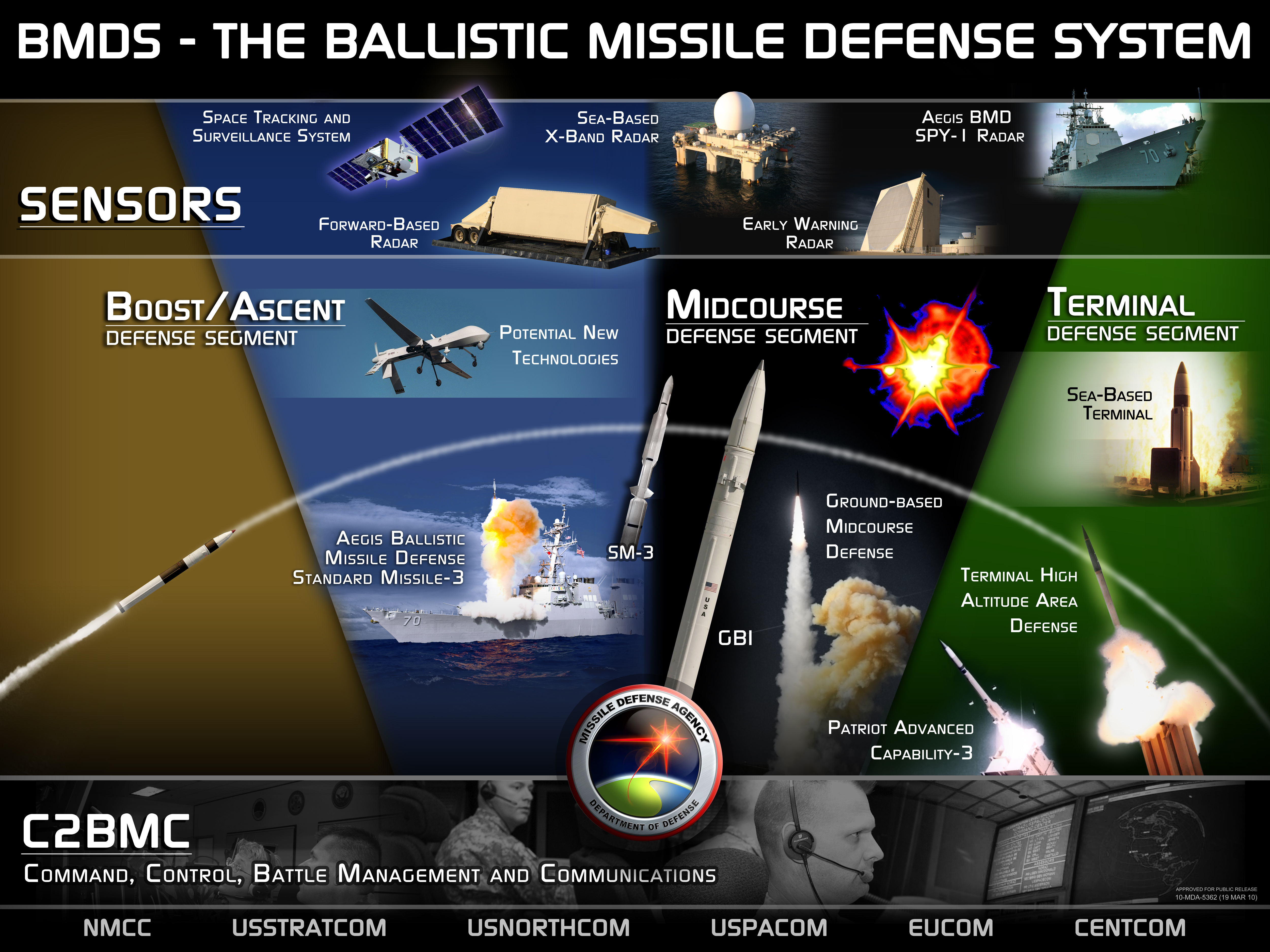
Présentation des éléments de la défense antimissile des États-Unis en 2010.

## Les étapes de neutralisation d'un missile

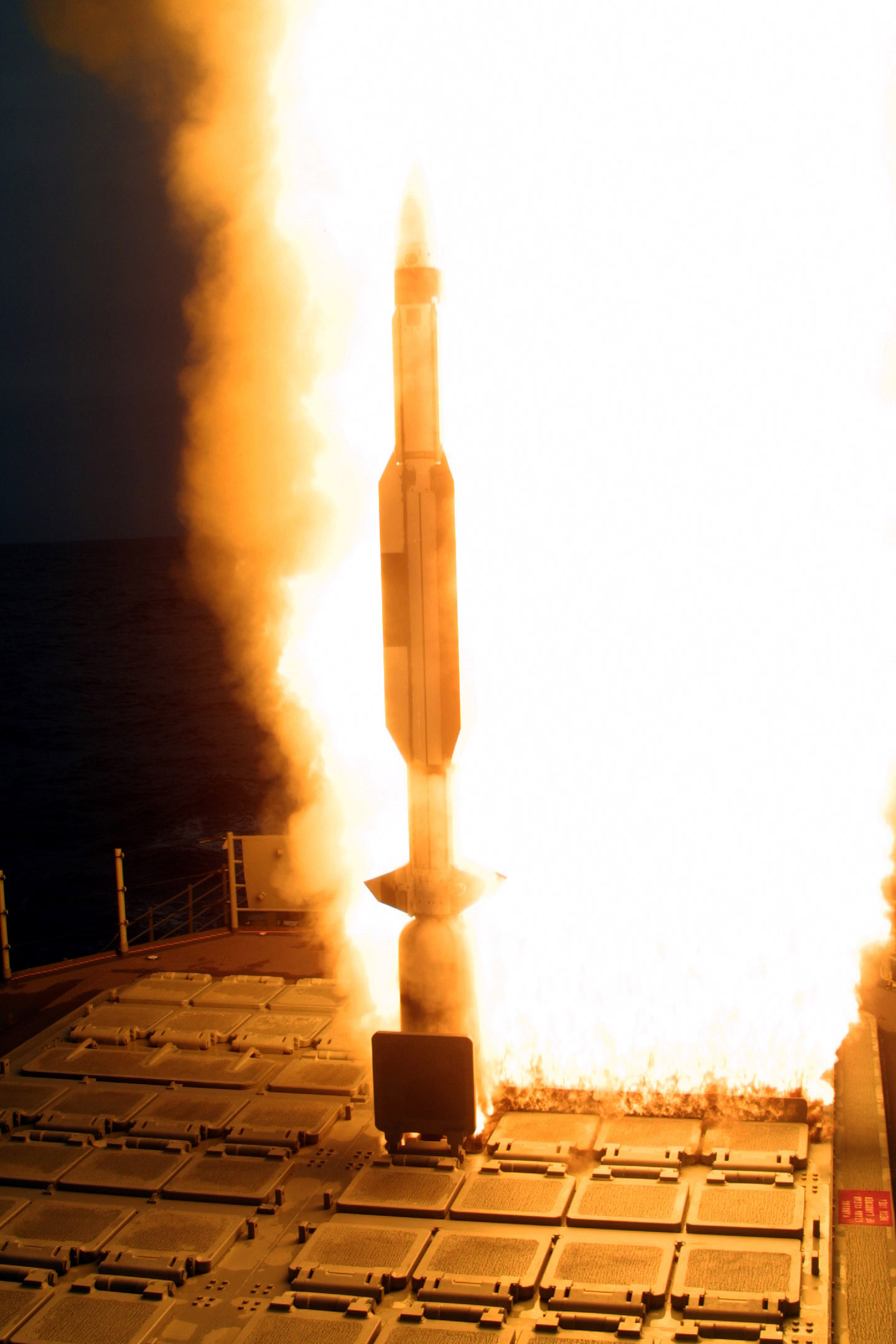
Tir d'un missile mer-air SM-3

Selon le programme, une fois lancé, le missile balistique ennemi et son ou ses ogives sont neutralisés en 30 minutes au plus.
- Le missile ennemi est lancé.
- Les satellites de détection avancée détectent la menace.
- L'état-major est alerté.
- Les destroyers et croiseurs équipés du système de combat Aegis détectent le missile avec leurs radars pour déterminer sa trajectoire et tirent des missiles SM-3.
- Les intercepteurs (Ground Based Interceptor) situés en Alaska, en Californie sont lancés.
- Si toutes ces mesures ont échoué, des camions-remorques munis de radars et de lanceurs traquent le missile.
- En cas d'échec, les batteries de missiles sol-air THAAD et les SM-3 basé au sol font feu.
- Toujours en cas d'échec, ultime tentative de destruction avec les batteries de missiles Patriot PAC-3.
- Le missile et son ogive est (idéalement) détruit.

## Budget alloué au programme
Voici le budget en milliards de dollars consacré à ce programme :
| Année fiscale | requis | accordé |
| ------------- | ------ | ------- |
| 2001          | 4,5    | 4,8     |
| 2002          | 8,3    | 7,8     |
| 2003          | 6,7    | 7,4     |
| 2004          | 7,7    | 7,7     |
| 2005          | 9,0    | 9,2     |
| 2006          | 7,8    | 7,8     |
| 2007          | 9,3    | 9,4     |
| 2008          | 8,8    | 8,7     |
| 2009          | 9,3    | 9       |
| 2010          | 7,8    | 7,9     |
| 2011          | 8,4    |         |

Le budget total, en dollars courant, affecté aux différentes organisations qui se sont succédé dans cette mission de lutte anti-missile - SDIO, BMDO et à MDA - a été, de 1985 à 2010, de 132,6 milliards.
En 2009, certaines sources affirment qu'un budget de 200 milliards a été dépensé.

### Coût et rythme de production des systèmes
Voici les prix à l'unité des missiles sol-air américains en 2009 et leur rythme de production maximum annoncé en 2008 :
- Patriot PAC-3 : 3,3 millions de dollars,
- Terminal High Altitude Area Defense : 9 millions de dollars, 3 exemplaires par mois,
- Standard SM-3 : 10 millions, 2 exemplaires par mois,
- Standard SM-3 version améliorée : de 13 à 15 millions de dollars,
- Ground Based Interceptor : 70 millions de dollars, 1 exemplaire par mois.

Deux radars AN/TPY-2 peuvent être produit par an.